# Wentworth Provincial Park

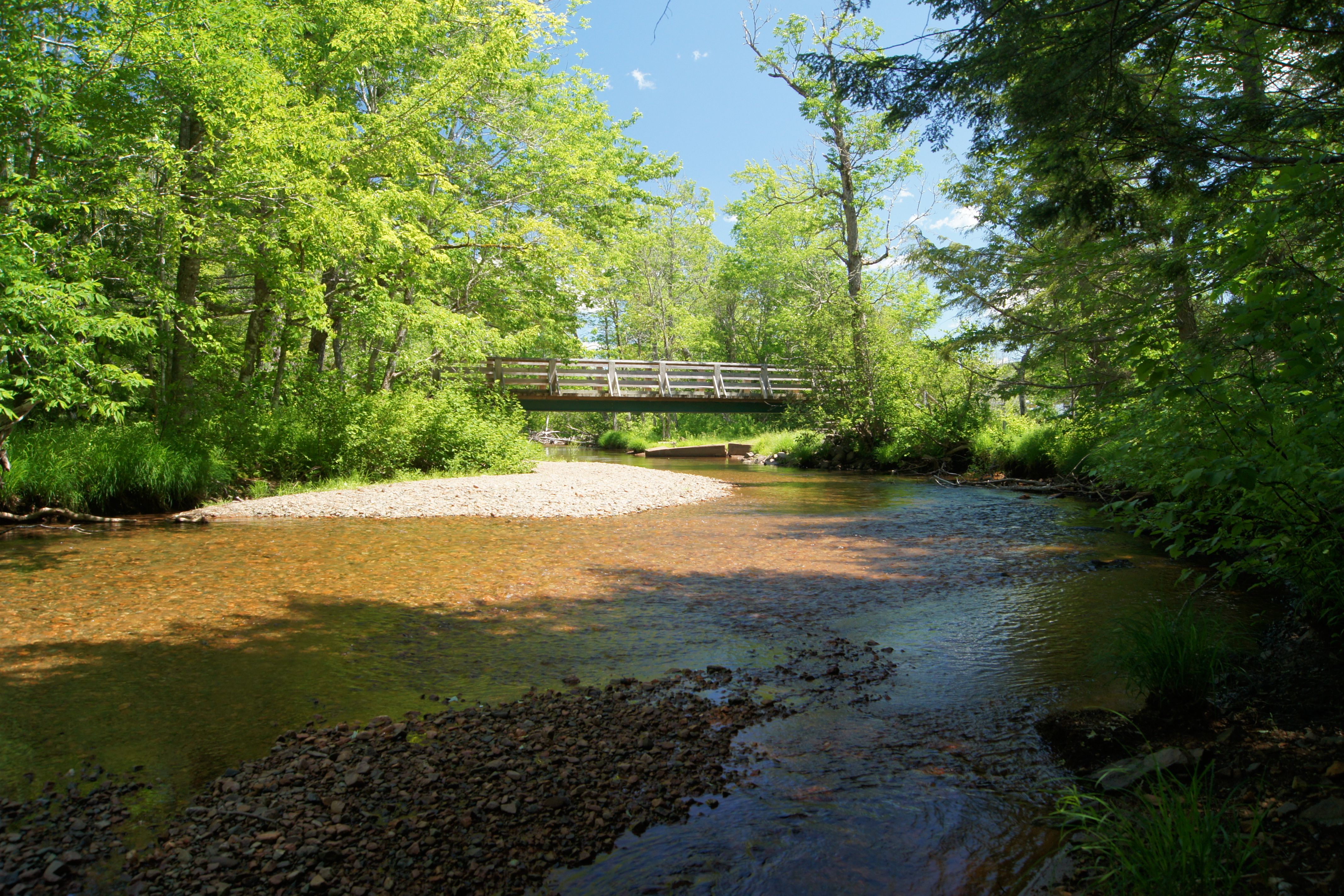
Wallace River flyter genom parken.

Wentworth Provincial Park är en park i Kanada.   Den ligger i provinsen Nova Scotia, i den östra delen av landet, 900 km öster om huvudstaden Ottawa. Wentworth Provincial Park ligger 63 meter över havet.

## Terräng
Terrängen runt Wentworth Provincial Park är platt åt nordväst, men åt sydost är den kuperad. Runt Wentworth Provincial Park är det mycket glesbefolkat, med 4 invånare per kvadratkilometer.. 

## Omgivningar
I omgivningarna runt Wentworth Provincial Park växer i huvudsak blandskog.